# Meath (hrabstwo)
Meath (irl. Contae na Mí ) – hrabstwo w Irlandii, często nieformalnie nazywane The Royal County (królewskie hrabstwo). Stolicą hrabstwa jest Navan, gdzie mieszczą się siedziby władz, pomimo że Trim ma znaczenie historyczne, łącznie z lokalizacją sądu, normańskiego zamku i anglo-normańskiego parlamentu.

## Historia
Meath było kiedyś prowincją Irlandii na własnych prawach, obecnie jest częścią prowincji Leinster. Historyczna prowincja Meath (Królestwo Mide) zawierała całe dzisiejsze hrabstwo, całe hrabstwo Westmeath, oraz części hrabstw Cavan, Dublin, Kildare, Longford, Louth i Offaly. Siedziba arcykrólów Irlandii znajdowała się na wzgórzu Tara w hrabstwie Meath. Datowane na 5000 lat wstecz miejsce pochówków w Newgrange (Brú na Bóinne), na północnym wschodzie hrabstwa, znajduje się na liście światowego dziedzictwa kulturowego UNESCO.

## Geografia
Miasta hrabstwa to: Ashbourne, Dunshaughlin, Ratoath, Dunboyne i Kells z okrągłą wieżą i dawnym klasztorem opactwa. Slane jest znane ze swojego zamku i koncertów rockowych. Pozostałe miasta to: Athboy, Bettystown, Laytown i Moynalty.
Przez hrabstwo przepływają dwie główne rzeki Boyne i Blackwater. Hrabstwo znajduje się we wschodniej części Irlandii i na odcinku 16 km leży nad brzegiem Morza Irlandzkiego. Hrabstwo graniczy z hrabstwami Cavan, Dublin, Kildare, Louth, Monaghan, Offaly i Westmeath

## Demografia
Populacja hrabstwa była opisywana od roku 1861:
- 1861: 110 373
- 1871: 95 558
- 1881: 87 469
- 1891: 76 987
- 1901: 67 497
- 1911: 65 091
- 1926: 62 969
- 1936: 61 405
- 1946: 66 232
- 1961: 65 122
- 1971: 71 729
- 1981: 95 419
- 1991: 105 370
- 2002: 134 005
- 2006: 162 831[1]
- 2011: 184 132[2]

## Gospodarka
- Hodowla i uprawa ziemi (bydło, ziemniaki, zboża).
- Górnictwo i wydobycie – kopalnia cynku i ołowiu Tara
- Turystyka